# Toy-Box
Toy-Box ist eine dänische Musikgruppe, deren Stil im Bereich Eurodance anzusiedeln ist. Des Weiteren ist die Musik meist parodistisch.

## Geschichte und Karriere
Toy-Box entstand als sich die beiden Mitglieder Anila Mirza, damals 22 Jahre alt, und der ein Jahr ältere Amir El Falaki auf einer Kopenhagener Silvesterfeier 1996 trafen und Gemeinsamkeiten entdeckten. Beide waren professionelle Tänzer in Dance-Shows, Musikvideos oder wo auch immer sie gebraucht wurden und wollten nicht länger im Hintergrund agieren. Gleich mit der ersten Single Tarzan & Jane erreichten sie Platz 3 der norwegischen Charts und platzierten sich auch in anderen Ländern recht beachtlich. Die Gruppe verkaufte von ihren beiden Alben weltweit mehr als 4,5 Millionen Stück.

## Diskografie

### Alben
| Jahr | Titel     | Höchstplatzierung, Gesamtwochen, AuszeichnungChartplatzierungen (Jahr, Titel, Platzierungen, Wochen, Auszeichnungen, Anmerkungen) | Höchstplatzierung, Gesamtwochen, AuszeichnungChartplatzierungen (Jahr, Titel, Platzierungen, Wochen, Auszeichnungen, Anmerkungen) | Höchstplatzierung, Gesamtwochen, AuszeichnungChartplatzierungen (Jahr, Titel, Platzierungen, Wochen, Auszeichnungen, Anmerkungen) | Höchstplatzierung, Gesamtwochen, AuszeichnungChartplatzierungen (Jahr, Titel, Platzierungen, Wochen, Auszeichnungen, Anmerkungen) | Höchstplatzierung, Gesamtwochen, AuszeichnungChartplatzierungen (Jahr, Titel, Platzierungen, Wochen, Auszeichnungen, Anmerkungen) | Höchstplatzierung, Gesamtwochen, AuszeichnungChartplatzierungen (Jahr, Titel, Platzierungen, Wochen, Auszeichnungen, Anmerkungen) | Anmerkungen                        |
| Jahr | Titel     | DE | AT | CH | UK | NL | DK | Anmerkungen                        |
| ---- | --------- | --- | --- | --- | --- | --- | --- | ---------------------------------- |
| 1999 | Fantastic | — | — | — | — | NL1 Platin · (45 Wo.)NL | — | Erstveröffentlichung: 21. Mai 1999 |
| 2001 | Toy Ride  | — | — | — | — | NL91 (3 Wo.)NL | DK22 (3 Wo.)DK | Erstveröffentlichung: 28. Mai 2001 |

### Singles
| Jahr | Titel Album               | Höchstplatzierung, Gesamtwochen, AuszeichnungChartplatzierungen (Jahr, Titel, Album, Platzierungen, Wochen, Auszeichnungen, Anmerkungen) | Höchstplatzierung, Gesamtwochen, AuszeichnungChartplatzierungen (Jahr, Titel, Album, Platzierungen, Wochen, Auszeichnungen, Anmerkungen) | Höchstplatzierung, Gesamtwochen, AuszeichnungChartplatzierungen (Jahr, Titel, Album, Platzierungen, Wochen, Auszeichnungen, Anmerkungen) | Höchstplatzierung, Gesamtwochen, AuszeichnungChartplatzierungen (Jahr, Titel, Album, Platzierungen, Wochen, Auszeichnungen, Anmerkungen) | Höchstplatzierung, Gesamtwochen, AuszeichnungChartplatzierungen (Jahr, Titel, Album, Platzierungen, Wochen, Auszeichnungen, Anmerkungen) | Höchstplatzierung, Gesamtwochen, AuszeichnungChartplatzierungen (Jahr, Titel, Album, Platzierungen, Wochen, Auszeichnungen, Anmerkungen) | Anmerkungen                             |
| Jahr | Titel Album               | DE | AT | CH | UK | NL | DK | Anmerkungen                             |
| ---- | ------------------------- | --- | --- | --- | --- | --- | --- | --------------------------------------- |
| 1998 | Tarzan & Jane Fantastic   | DE37 (9 Wo.)DE | AT28 (8 Wo.)AT | CH34 (5 Wo.)CH | — | NL2 Platin · (30 Wo.)NL | DK— GoldDK | Erstveröffentlichung: 12. November 1998 |
| 1999 | Best Friend Fantastic     | — | — | — | UK41 (2 Wo.)UK | NL1 Gold · (20 Wo.)NL | — | Erstveröffentlichung: 1999              |
| 1999 | The Sailor Song Fantastic | — | — | — | — | NL9 (16 Wo.)NL | — | Erstveröffentlichung: 25. August 1999   |
| 2001 | Superstar Toy Ride        | — | — | — | — | NL41 (8 Wo.)NL | — | Erstveröffentlichung: 2001              |
| 2001 | www.girl Toy Ride         | — | — | — | — | NL35 (3 Wo.)NL | — | Erstveröffentlichung: 2001              |